# Neutronique

Parcours d'un neutron en réacteur.

La neutronique (ou transport des neutrons) est l'étude du cheminement des neutrons dans la matière et des réactions qu'ils y induisent, en particulier la génération de puissance par la fission de noyaux d'atomes lourds.
Entre autres, la neutronique permet d'étudier les flux de neutrons (nombre de neutrons par unité de surface et par unité de temps : n/cm2/s), ainsi que la réactivité du milieu (un paramètre qui permet de rendre compte de l'auto-entretien des réactions nucléaires) et les taux de réaction (fission, absorption, diffusion).
Les études de neutronique sont à la base de la conception des réacteurs nucléaires à fission contrôlée, tels que les réacteurs à eau pressurisée (REP) utilisés par EDF ou les réacteurs à neutrons rapides (RNR), utilisés pour produire de l'énergie et la délivrer sous forme électrique.
La neutronique est une branche de la physique qui a la particularité d'être intermédiaire entre des phénomènes microscopiques, à l'échelle atomique (ångström), et des phénomènes macroscopiques, à l'échelle d'un cœur de réacteur nucléaire (mètre). Fondamentalement, c'est la description d'interaction des particules élémentaires que sont les neutrons avec les noyaux des atomes de la matière. Sur le principe physique, la neutronique dérive donc de la physique nucléaire. Cependant, la population de neutrons étant très nombreuse (de l'ordre de 108 neutrons libres par centimètre cube dans un REP), on est amené à traiter les interactions neutrons/noyaux de manière globale en l'assimilant à un fluide comme en mécanique des fluides.
L'étude de la neutronique se ramène alors au traitement de l'équation de Boltzmann pour les neutrons.

## Réactions nucléaires induites par les neutrons
Les principales réactions neutrons-matière sont :
- le choc élastique (ceci n'est pas à proprement parler une réaction neutronique) : lors de ce type de choc le neutron cède une partie de son énergie cinétique sur le noyau cible. L'énergie cédée est d'autant plus importante que la masse de la cible est faible. En multipliant ces chocs, son énergie cinétique va décroître jusqu'à atteindre une valeur d'équilibre qui correspond à l'agitation thermique du milieu ({\displaystyle E=k\ T}). D'où l'appellation courante de neutron thermique pour des neutrons de faible énergie (E ≈ 0,025 eV à T = 300 K). Dans l'optique de favoriser la fission de l'235U sur l'absorption neutronique de l'238U, certains réacteurs nucléaires utilisent un milieu composé d'atomes légers pour ralentir les neutrons. Ce milieu est appelé modérateur. Les modérateurs usuels sont l'eau légère (H2O), l'eau lourde (D2O, D représentant le deutérium, isotope « lourd » de l'hydrogène), le graphite (C) ou encore (applications expérimentales) l'oxyde de béryllium (BeO). En France, les centrales nucléaires sont maintenant exclusivement modérées à l'eau légère sous pression (réacteur à eau sous pression REP). Les canadiens utilisent l'eau lourde comme modérateur (réacteurs CANDU). Les réacteurs russes de type RBMK (Tchernobyl) ou encore les anciens réacteurs français à uranium naturel (UNGG) ont un modérateur graphite. L'eau (en fait l'hydrogène de l'eau) est théoriquement le modérateur le plus efficace car le plus léger, mais elle a comme défaut d'avoir une section efficace d'absorption non négligeable.

- l'absorption (ou capture) neutronique : l'atome cible absorbe le neutron en formant un isotope plus lourd que l'atome initial. Le nouvel atome peut être instable et décroître par radioactivité (α, β) pour donner un nouvel atome. C'est le cas de la synthèse du plutonium dans les réacteurs nucléaires (absorption neutronique sur l'238U). Les isotopes qui par capture neutronique donnent naissance (après décroissance radioactive) à un noyau fissile sont appelés isotopes fertiles. La plupart de la matière a une propension à absorber un neutron, cette propension est mesurée par la section efficace de capture.

- la fission nucléaire : le noyau cible absorbe le neutron incident puis se fractionne en 2 ou 3 fragments plus quelques neutrons (en général 2 à 3). Seuls certains isotopes ont la capacité de générer des fissions, ce sont les isotopes fissiles. Ce sont par exemple les isotopes impairs (nombre de masse A impair) de l'uranium et du plutonium. Les isotopes pairs de ces mêmes atomes vont au contraire donner lieu à une absorption neutronique qui conduira à la création d'un nouvel élément qui lui est fissile. De même que pour la capture neutronique, la propension d'un noyau à la fission est mesurée par sa section efficace de fission. L'énergie libérée par fission d'un atome d'235U est de l'ordre de 200 MeV.
- réactions (n,p) : la cible absorbe un neutron et émet un proton.
- réactions (n,α) : la particule émise est une particule α (noyau d'He). C'est par exemple le cas de la réaction sur le 6Li qui permet de générer du tritium, combustible des futurs réacteurs de fusion nucléaire.
- réactions (n,2n), (n,α+n)...

### Bilan neutronique d'unréacteur à eau pressurisée
On suppose que le seul matériau fissile est 235U. Les nombres indiqués sont des ordres de grandeur. 100 fissions d'uranium 235 libèrent en moyenne 242 neutrons, qui donnent lieu aux réactions suivantes :
- 100 neutrons provoquent 100 nouvelles fissions, entretenant ainsi la réaction en chaîne, et consommant 100 noyaux du matériau fissile ;
- 70 neutrons subissent des captures fertiles par 70 noyaux du matériau fertile 238U, les transformant en autant de noyaux fissiles de 239Pu ;
- 75 neutrons subissent des captures stériles, soit par des noyaux fissiles (30 neutrons) soit par des noyaux du réfrigérant, des structures du cœur, des éléments de contrôle ou des produits de fission ;
- 5 neutrons fuient hors du cœur (pour être capturés par des protections neutroniques).

### Bilan neutronique d'unréacteur à neutrons rapides
On suppose que le seul matériau fissile est 239Pu. 100 fissions de 239Pu libèrent en moyenne près de 300 neutrons. Ces neutrons vont subir les réactions suivantes :
- 100 neutrons provoquent 100 nouvelles fissions, entretenant la réaction en chaîne et consommant 100 noyaux fissiles de 239Pu ;
- 100 neutrons subissent, dans le cœur même du réacteur, une capture fertile par 100 noyaux de 238U, les transformant en autant de noyaux fissiles de 239Pu ;
- 40 neutrons subissent une capture stérile, soit par des noyaux fissiles (20 neutrons), soit par des noyaux du réfrigérant, des structures, des éléments de contrôle ou des produits de fission ;
- 60 neutrons fuient hors du cœur proprement dit, où ils subissent pour l'essentiel (50 neutrons) une capture fertile par 50 noyaux de 238U, les transformant en autant de noyaux de 239Pu ; les autres neutrons (10) subissent une capture stérile, soit dans les couvertures, soit dans les protections neutroniques.

Calculons dans les deux cas le taux de régénération TR, soit par définition le rapport du nombre de noyaux fissiles produits par capture fertile au nombre de noyaux fissiles détruits par fission et capture stérile. Pour un REP, on obtient TR=0,6. Pour Superphénix, on obtient 0,8 en ne comptant que le cœur et 1,25 en comptant les couvertures. On voit donc qu'un réacteur tel que Superphénix est surgénérateur grâce à la présence de couvertures. À l'inverse, entourer un REP de couvertures ne servirait à rien, étant donné le faible nombre de neutrons qui fuient hors du cœur.
Pour obtenir un surgénérateur, on voit donc qu'il faut favoriser la transmutation de 238U en 239Pu dans les couvertures, sous l'effet du flux neutronique. La probabilité d'une telle réaction est donnée par sa section efficace, laquelle dépend de la vitesse du neutron incident. Un neutron issu d'une réaction de fission a une énergie moyenne de 2 MeV. À cette vitesse, la section efficace de la réaction cherchée est d'environ 1 barn. Cependant, pour une énergie comprise entre 5 et 5 000 eV, la section efficace devient énorme, de plusieurs milliers à plusieurs dizaines de milliers de barns. Il s'agit d'un phénomène de résonance, car si l'on continue à diminuer la vitesse du neutron (l'énergie d'un neutron thermique à 400 °C est comprise entre 10−2 et 10−1 eV), la section efficace retrouve des valeurs faibles. Par conséquent, en utilisant des neutrons thermiques, comme dans un REP, on n'a aucune chance de favoriser la transmutation de l'uranium. Par contre, des neutrons non ralentis, en perdant de l'énergie dans des collisions inélastiques avec 238U, passent progressivement d'une vitesse de l'ordre de 2 MeV à une vitesse favorable à la transmutation. C'est là tout l'intérêt des réacteurs à neutrons rapides (RNR) tels que Superphénix.
L'utilisation de neutrons rapides a d'ailleurs un autre avantage. En effet, pour des vitesses de l'ordre du keV, les réactions intempestives de capture stérile des neutrons par des noyaux de la structure du cœur est de l'ordre du barn, alors qu'elle est de plusieurs centaines de barns pour des neutrons thermiques. La conception d'un RNR est donc moins limitative en termes de choix de matériaux que celle d'un REP.
Pour autant, le phénomène physique qui justifie dans les REP l'utilisation de neutrons thermiques se retrouve dans les RNR. À une vitesse de l'ordre du keV, un neutron n'induit la fission d'un noyau de 235U ou de 239Pu qu'avec une section efficace de l'ordre du barn. À l'inverse, l'emploi d'un neutron thermique hausse la même section efficace à plusieurs centaines de barns. L'utilisation de neutrons rapides doit donc compenser une faible section efficace de fission par une importante densité en plutonium fissile.
Dans les réacteurs à neutrons thermiques, la majorité de l'énergie est fournie par l'uranium 235, directement fissible mais présent seulement à 0,7 % dans l'uranium naturel. La filière des RNR promettrait donc d'obtenir finalement environ 100 fois plus d'énergie à partir d'une même masse initiale de matière fissile.

## Théorie du transport des neutrons
L'équation fondamentale de la neutronique est l'équation de Boltzmann. Cette équation relie les paramètres liés aux neutrons (densité, énergie, position, vitesse) et les paramètres liés au milieu (sections efficaces des isotopes). C'est une équation qui fait le bilan des productions et des pertes de neutrons, elle est vérifiée par le flux neutronique. 
Grâce à cette équation il est possible de connaître à tout instant la position et l'énergie de tous les neutrons dans un milieu. Cependant, les cas de neutroniques classiques faisant intervenir un nombre de neutrons supérieur à 1010, la résolution analytique de cette équation est impossible.
Ainsi, plusieurs méthodes ont été développées pour résoudre cette équation de manière approchée et ainsi prévoir de manière la plus fidèle possible le comportement des neutrons dans un réacteur par exemple:
- La première méthode est la méthode de Monte-Carlo (méthode statistique). Les principaux codes utilisant cette méthode sont MCNP, Tripoli-4[2] et SERPENT[3].
- La seconde méthode discrétise l'équation spatialement et énergétiquement, c'est une méthode déterministe. Les codes utilisant cette méthode sont souvent séparés entre codes de réseau et codes de cœur[3].
  - Le code de réseau résout spécifiquement l'équation de Boltzmann à l'échelle d'un assemblage nucléaire. Le code de réseau principalement utilisé par EDF, le CEA et Framatome est APOLLO-2.
  - Le code de cœur utilise les résultats issus d'un code de réseau pour résoudre l'équation de Boltzmann à l'échelle d'un réacteur entier. Le code utilisé par le CEA est CRONOS. Le code de cœur utilisé par EDF est COCCINELLE.